# Пятихатки (город)
Пятиха́тки (укр. П'ятихатки, ранее Пятихатка) — город в Каменском районе Днепропетровской области Украины, административный центр Пятихатской городской общины. 
Пятихатки до 2020 года был административным центром упразднённого Пятихатского района, в котором составлял Пятихатский городской совет. Является крупным железнодорожным и промышленным узлом Украины. Важная составляющая часть большой Криворожской агломерации, одной из семи крупнейших в Украине.

## Географическое положение
Город Пятихатки находится между реками Жёлтая и Лозоватка (9-10 км).
Железная дорога делит город на две части: северную и южную стороны.
По южной части города протекает пересыхающий ручей.

## История

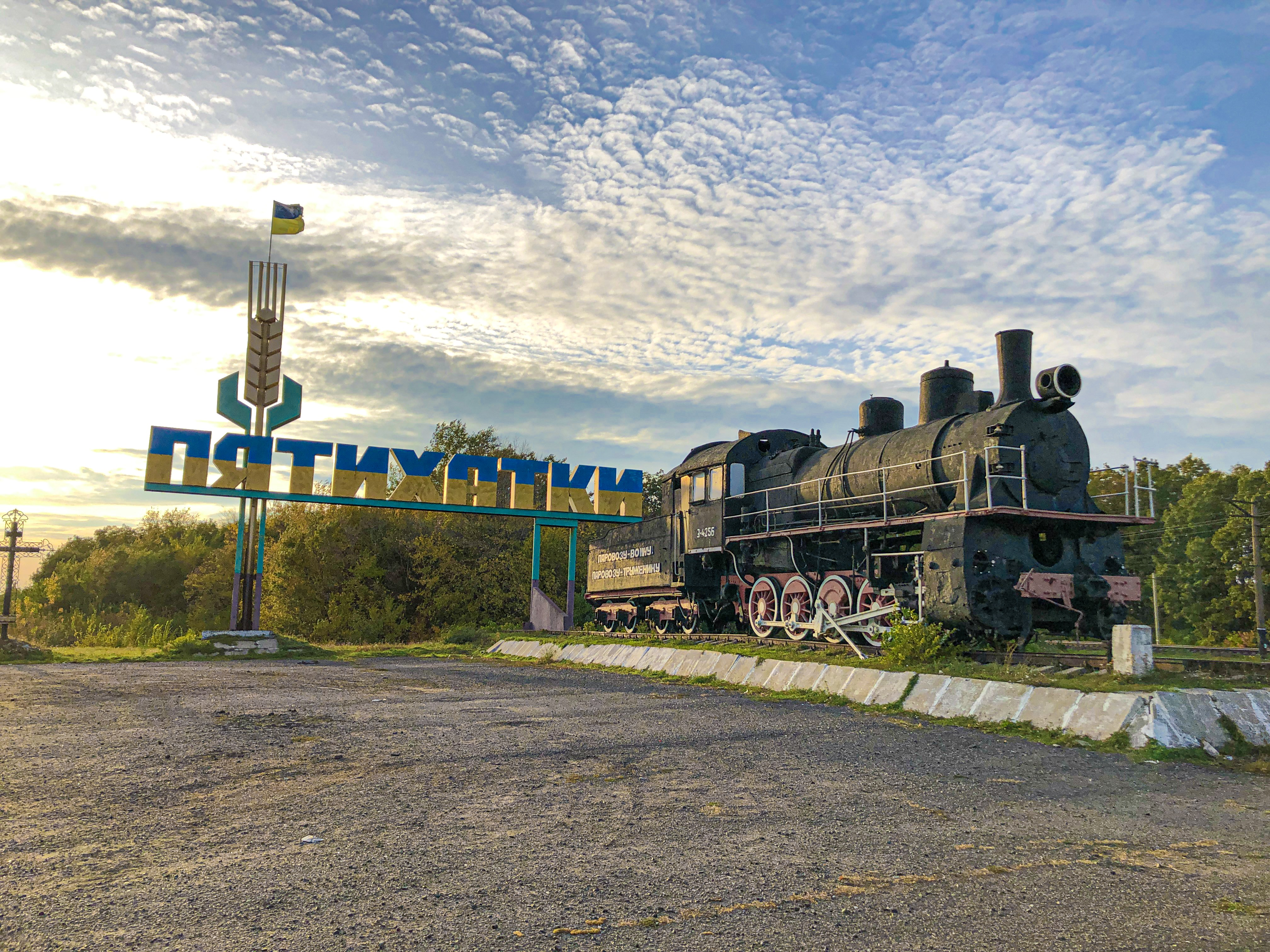
Въезд в город

Возникновение Пятихаток связано со строительством Екатерининской железной дороги, в частности, её Саксаганского участка, игравшего впоследствии большую роль в транспортировке руды из Кривбасса на металлургические заводы юга Российской империи.
В 1886 году здесь, в степи, на территории Саксаганской волости Верхнеднепровского уезда Екатеринославской губернии началось строительство узловой станции, вблизи которой братья Потабашные, в прошлом крестьяне, приехавшие на строительство дороги и работавшие позже в паровозном депо на железнодорожном узле, построили первые пять хат. Отсюда и название населенного пункта и железнодорожной станции — Пятихатки (Пятихатка).
В январе 1918 года здесь была установлена Советская власть, но в дальнейшем, в ходе гражданской войны власть несколько раз менялась.
По данным переписи 1926 года, украинцы составляли 85,5 % населения города, русские — 7,7 %, евреи — 5,3 %. Украинский язык родным назвали 84,1 % населения Пятихаток, русский — 12,3 %, еврейский — 3,1 %.
10 октября 1930 года началось издание районной газеты.
В 1938 году присвоено статус города.
В ходе Великой Отечественной войны в 1941 году город был оккупирован немецкими войсками, но 19 октября 1943 года был освобождён частями 41-й отдельной танковой бригады 37-й армии РККА в ходе Пятихатской наступательной операции.
По состоянию на начало 1955 года здесь действовали несколько предприятий по обслуживанию железнодорожного транспорта, маслодельный завод, мельница, швейная фабрика, несколько предприятий местной промышленности, МТС, межрайонные мастерские капитального ремонта машин, 4 средние школы, семилетняя школа, 2 начальные школы, школа рабочей молодёжи, три библиотеки, Дом культуры, кинотеатр и клуб.
В 1974 году численность населения составляла 20,6 тыс. человек, основой экономики являлись несколько предприятий по обслуживанию железнодорожного транспорта, а также авторемонтный завод, маслодельный завод и хлебозавод.
По состоянию на начало 1983 года здесь действовали несколько предприятий по обслуживанию железнодорожного транспорта, маслодельный завод, хлебный завод, швейная фабрика, элеватор, райсельхозтехника, райсельхозхимия, комбинат бытового обслуживания, четыре общеобразовательные школы, две музыкальные школы, спортивная школа, две больницы, Дом культуры, кинотеатр, клуб, 4 библиотеки и музей истории района.
В январе 1989 года численность населения составляла 21 135 человек, основой экономики являлись завод прессовых узлов, предприятия по обслуживанию железнодорожного транспорта и предприятия пищевой промышленности.
В мае 1995 года Кабинет министров Украины утвердил решение о приватизации находившихся в городе ремонтно-механического завода и райсельхозхимии, в июле 1995 года — утвердил решение о приватизации находившихся в городе хлебозавода, птицесовхоза «Пятихатский» и птицесовхоза «Юбилейный».
В 1998 году состоялось празднование 100-летия станции Пятихатки.
По данным переписи 2001 года, население составляло 20 459 человек. Украинцы составляли 90,28 % населения города, русские — 7,23 %. Украинский язык родным назвали 90,54 % населения Пятихаток, русский — 8,00 %.
В 2016 году был снесён памятник А. Г. Железняку (умер на станции Пятихатки).
18 июля 2025 года Россия нанесла удар БПЛА по Пятихаткам, из-за чего в городе погибли два человека и 11 были ранены.

## Население
По состоянию на 1 января 2025 года численность населения составляла 18 274 человек.
По данным переписи 1926 года, украинцы составляли 85,5 % населения города, русские — 7,7 %, евреи — 5,3 %.
По данным переписи 2001 года, украинцы составляли 90,28 % населения Пятихаток, русские — 7,23 %.

### Языковой состав
По данным переписи 1926 года, украинский язык родным назвали 84,1 % населения Пятихаток, русский — 12,3 %, еврейский — 3,1 %.
Родной язык населения по данным переписи 2001 года:
| Язык       | Численность, чел. | Доля     |
| ---------- | ----------------- | -------- |
| Украинский | 18 523            | 90,54 %  |
| Русский    | 1 636             | 8,00 %   |
| Другое     | 300               | 1,46 %   |
| Итого      | 20 459            | 100,00 % |

Украинский язык является основным и единственным официальным языком Пятихаток.
Вторжение России на Украину спровоцировало новую волну украинизации в городе, всё больше людей предпочитают говорить на украинском языке.
По данным Государственной службы статистики Украины в 2024/25 учебном году все 304 080 учащихся в учреждениях общего среднего образования в Днепропетровской области обучались в украиноязычных классах.

## Экономика
- Подразделения ПАО «Укрзализныця» «Приднепровская железная дорога»: оборотное локомотивное депо (ТД-9 от ТЧ-8 г. Днепр), вагонное депо (ВЧД-12), ШЧ-7, ПЧ-11, ПМС-237, ЭЧК, ДС ст. Пятихатки, восстановительный (ВП-9) и пожарный поезда, угольный склад (на балансе ТД-9).
- Нефтебаза.
- ОАО Укртелеком.
- АО «Ощадбанк».
- КБ «ПриватБанк».
- АКБ «Правекс-Банк». Не функционирует.
- Райффайзен Банк Аваль. Не функционирует.
- АБ «Экспресс-Банк».
- УГППС «Укрпошта».
- Пятихатский межхозяйственный кирпичный завод, ГП. Не функционирует.
- Пятихатский завод металлоконструкций. Не функционирует.
- Пятихатский элеватор.
- Пятихатский хлебозавод. Не функционирует.
- Пятихатский комбикормовый завод.
- Пятихатское межхозпромобъединение. Не функционирует.
- Пятихатская Теплосеть. Не функционирует.

## Объекты социальной сферы
- Школа № 1.
- Школа № 2.
- Школа № 3.
- 5 детских садов:
  - Малятко (1972 г.)
  - Сонечко (1937 г.)
  - Ластівка
  - Калинонька (1947 г.)
- Центр учащейся молодёжи (1992 г.)
- Детская-юношеская спортивная школа.
- Детская школа искусств.
- Лечебно-профилактические учреждения:
  - Центр первичной медико-санитарной помощи
  - Консультативно-диагностический центр
  - Узловая больница ст. Пятихатки
- Дом культуры.
- Историко-краеведческий музей (в 1991 году присвоено звание «народный»)(1972 г.)
- Центральная районная библиотека (1931 г.)
- Районная детская библиотека (1945 г.)
- ТК «Взгляд» (1992 г.)
- ТРК «Досвітні вогні» (2002 г.)
- Общественно — информационная газета Пятихатского района «Злагода» (1930 год создания)

## Транспорт

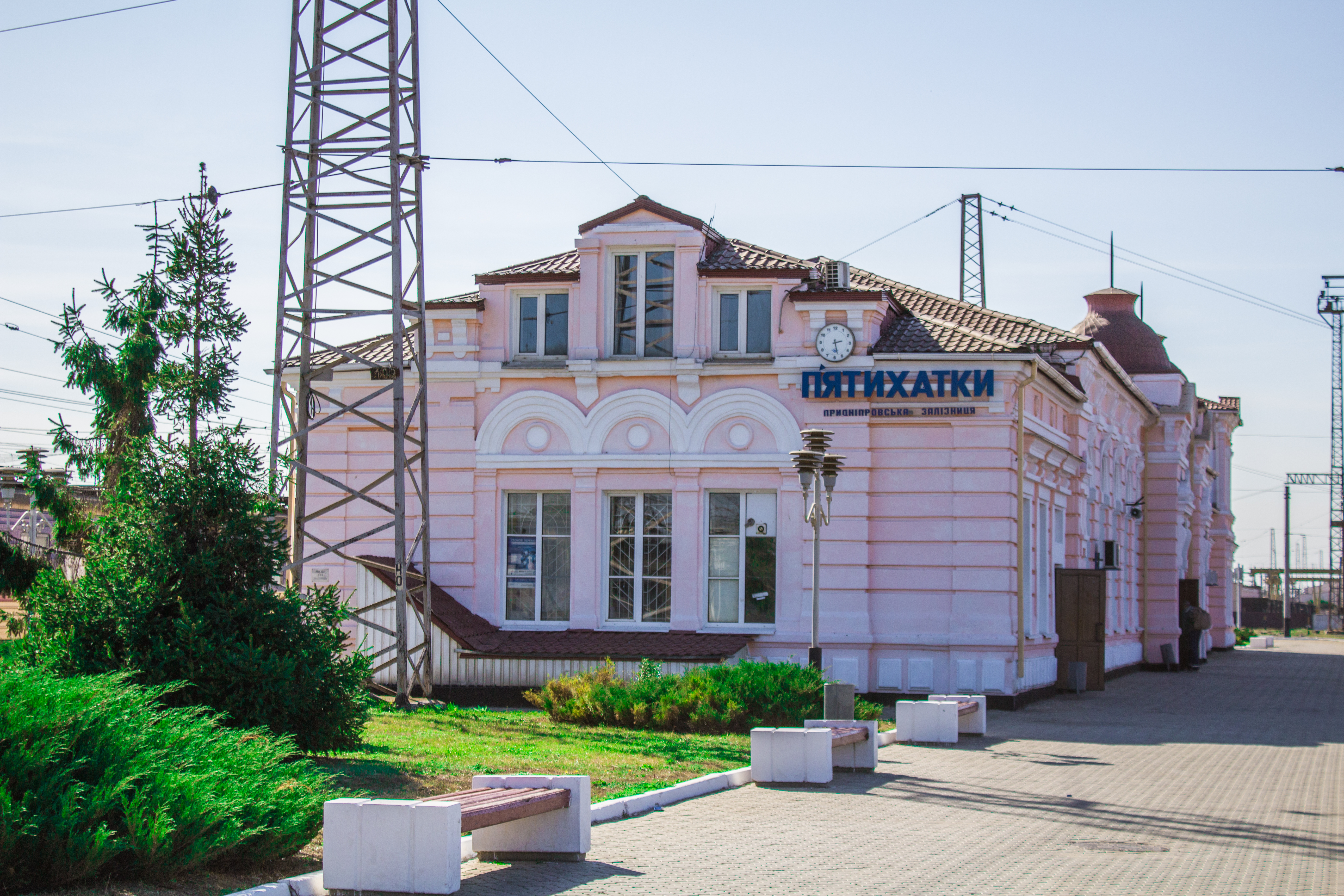
Железнодорожный вокзал

Крупный железнодорожный узел Приднепровской железной дороги (станции Пятихатки и Пятихатки-Стыковая).
Также через город проходят автомобильные дороги М-30, (E 50), Т-0418 и Т-0419.
Дорога международного значения М-30 является частью европейского маршрута, отвечает европейским стандартам E 50.

## Известные люди
- Лигун, Анатолий Александрович (25 июня 1947, Пятихатки — 1 марта 2008, Днепродзержинск). Известный советский, украинский математик
- Вадим Анатольевич Евтушенко (родился 1 января 1958 года в г. Пятихатки) — советский футболист и тренер, заслуженный мастер спорта СССР, игрок «Динамо» (Киев).
- Родион Рафаилович Нахапетов (родился 21 января 1944, в г. Пятихатки) — советский, американский, российский актёр, режиссёр и сценарист. Народный артист РСФСР (1985).
- Валентина Ивановна Довженко — украинский политик.
- Козлов, Виктор Владимирович (родился 24 апреля 1945, в г. Пятихатки) — советский, российский учёный в области механики.
- Багира Ожеховская (родилась 30 октября 1990 года, в г. Верхнеднепровске) — писательница, поэтесса, психолог. Жила некоторое время в г. Пятихатки.

Городской совет возглавляли: Давыдов В., Шевченко Н. А., Заико Н., Шапран Н. И., Мовчан О. Н., Демянчук В.М., Малоок О. В.(с 2015 г.).

## Достопримечательности
- Паровоз.
- Братская могила советских воинов.

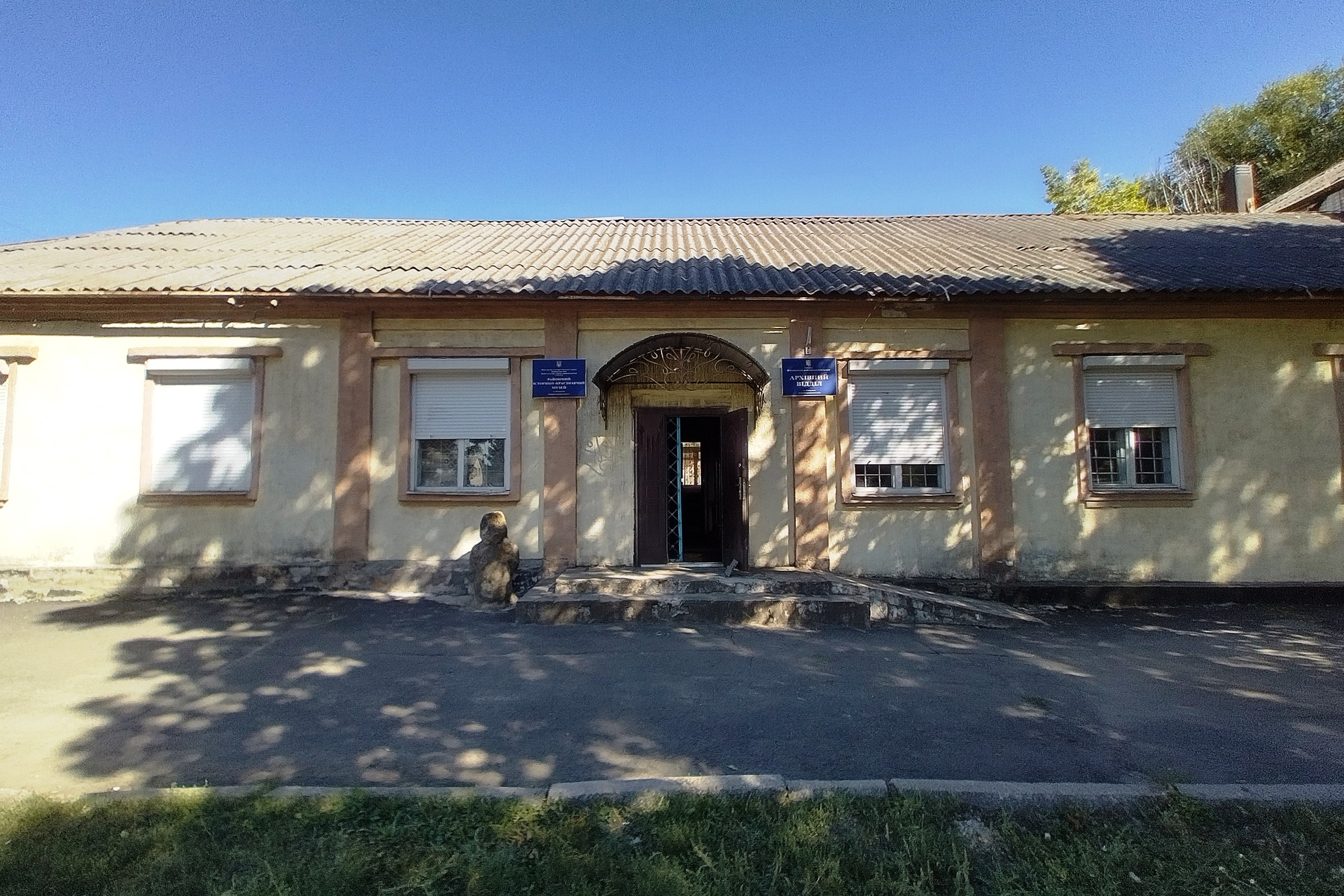
Районный историко-краеведческий музей

- Памятник советским воинам-освободителям «Танк Т-34-85».
- Памятник воинам-афганцам.
- Мемориал погибших при ликвидации аварии на ЧАЭС.
- Аллея Славы (с 2016 года).
- Надпись «Я люблю Пятихатки».
- Свято-Покровський храм.
- Историко-краеведческий музей
- Памятник самолёт Миг-21